# Ланкастер (Огайо)
Ланкастер (англ. Lancaster) — місто (англ. city) в США, в окрузі Феєрфілд штату Огайо. Населення — 40 552 особи (2020).

## Географія
Ланкастер розташований за координатами 39°43′29″ пн. ш. 82°36′19″ зх. д. / 39.72472° пн. ш. 82.60528° зх. д. (39.724737, -82.605275).  За даними Бюро перепису населення США в 2010 році місто мало площу 48,96 км², з яких 48,80 км² — суходіл та 0,17 км² — водойми.

## Демографія
Згідно з переписом 2010 року, у місті мешкало 38 780 осіб у 16 048 домогосподарствах у складі 9931 родини. Густота населення становила 792 особи/км².  Було 17685 помешкань (361/км²).
Расовий склад населення:
| - 95,9 % — білих - 1,0 % — чорних або афроамериканців - 0,5 % — азіатів - 0,3 % — корінних американців |

До двох чи більше рас належало 1,7 %. Частка іспаномовних становила 1,6 % від усіх жителів.
За віковим діапазоном населення розподілялося таким чином: 24,0 % — особи молодші 18 років, 60,3 % — особи у віці 18—64 років, 15,7 % — особи у віці 65 років та старші. Медіана віку мешканця становила 37,5 року. На 100 осіб жіночої статі у місті припадало 92,2 чоловіків;  на 100 жінок у віці від 18 років та старших — 88,6 чоловіків також старших 18 років.
Середній дохід на одне домашнє господарство  становив 50 407 доларів США (медіана — 36 226), а середній дохід на одну сім'ю — 61 876 доларів (медіана — 51 413). Медіана доходів становила 41 971 долар для чоловіків та 34 096 доларів для жінок. За межею бідності перебувало 21,3 % осіб, у тому числі 31,5 % дітей у віці до 18 років та 8,4 % осіб у віці 65 років та старших.
Цивільне працевлаштоване населення становило 16 490 осіб. Основні галузі зайнятості: освіта, охорона здоров'я та соціальна допомога — 22,6 %, роздрібна торгівля — 15,2 %, мистецтво, розваги та відпочинок — 13,7 %, виробництво — 13,3 %.